# 钦差大臣
欽差，意為舊時官場由天子任命的一種臨時性「差遣」，奉派出外辦理要事的官員。如《西遊記》：「老爺是上國欽差，小和尚有失迎接」。存在於北周至明清時代，代天子「巡行天下，撫軍按民」或查察弊端，明代地方以都指揮使司、承宣布政使司、按察使司等三司治理地方，三司偶有互相掣肘遇事難決之時，朝廷即派官員調解處理，如洪武二十四年明太祖派遣皇太子朱標巡撫陝西，在永樂十九年，成祖命侍郎郭敦，給事中陶珩巡撫順天府。欽差多以憲臣職事官巡撫地方，或以兵部堂官總督地方軍務，或以公侯勳臣總其官兵，偶有以刑部職官為主鎮撫地方者。以上為明代之欽命差遣。
至清代巡撫則變為定制，不過仍偶有臨時性的專事差遣官員。
明、清時，欽差多稱欽差大臣。如《清史稿》·那彥成傳：「回疆四城既復，命為欽差大臣，往治善後事。」《官場現形記》：「這位欽差大臣，姓溫名國因，是由京官翰林放出來的。」
19世紀，俄國諷刺作家果戈理著有諷刺喜劇《欽差大臣》。
欽差大臣的職能類似于近現代的“專案調查小組”。